# Chirosia cinerosa
Chirosia cinerosa este o specie de muște din genul Chirosia, familia Anthomyiidae. A fost descrisă pentru prima dată de Zetterstedt în anul 1845. Conform Catalogue of Life specia Chirosia cinerosa nu are subspecii cunoscute.